# CUTE (人工衛星)

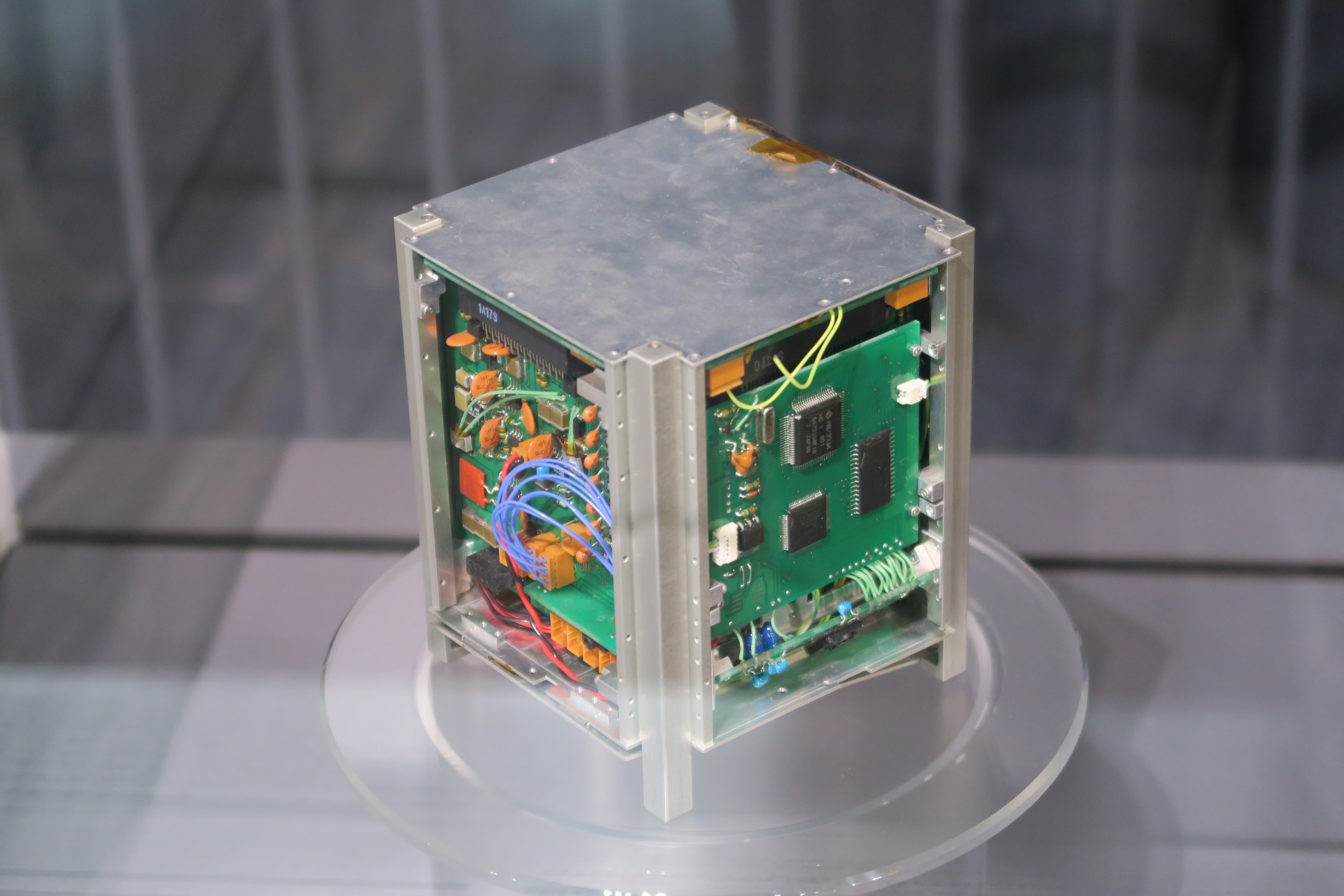
CUTE-I（岐阜かかみがはら航空宇宙博物館の展示）

CUTE（CUbical Tokyotech Engineering satellite）は東京工業大学松永研究室による超小型人工衛星シリーズ。
2003年に「CUTE-I」、2006年に「Cute-1.7 + APD」、2008年に「Cute-1.7 + APD II」が打ち上げられた。

## CUTE-I
CUTE-Iは小型衛星開発技術の第一段階として開発され、民生品の積極的利用を視野に入れた学生主導の低コスト小型衛星の実現を目標とした。本体は重量1kg、大きさ10cm立方のCubeSatで、1枚の太陽電池パドルと3本のモノポールアンテナを展開する。通信周波数帯にはアマチュアバンドを使用。
2003年6月30日、東京大学のXI-IVなど他8機の衛星と共にロシアのプレセツク宇宙基地からロコットによって打上げられた。
打上げは成功し、その後通信アンテナ・太陽電池パドルの展開が確認された。
2010年3月10日にヴァンデンバーグ空軍基地から『2010年3月12日にCUTE-Iが他の衛星（SCC# 8539）に衝突する危険性がある』と運用局に緊急の連絡が送られた。軌道計算から約100mの距離で最接近することが分かっていた。しかし13日のパスによって衛星に問題は見られず、衝突の危機は回避された。
2010年7月現在はテレメトリ取得を中心に運用中。

## Cute-1.7 + APD
Cute-1.7 + APDは松永研究室2機目の衛星。大きさ20cm x 10cm x 10cmのCute-1.7 + APDには、松永研究室開発のCute-1.7（衛星バス機器、工学ミッションモジュール）と河合研究室開発のAPD（Avalanche Photo Diode）センサモジュールが搭載されている。
この衛星は商用オフザシェルフを活用し、特に制御コンピュータとして日立のNPD-20JWL PDAを、サブシステムの接続にUSBを使用している。アマチュア無線サービスの他にも、磁気トルカを使った姿勢制御実験も行い、ミッションの最後には軌道から外れるためテーザーを伸長する予定だった。
2006年2月22日、Cute-1.7 + APDはM-Vロケット8号機の相乗り衛星として打ち上げられた。テレメトリ送信・アマチュア無線サービス・姿勢決定といった初期運用に成功する。しかし打ち上げから23日後に消費電力の異常な上昇が確認され、ミッションを中断して状態把握のための運用を行ったが、衛星は地上からのコマンドを受け付けない状態に陥った。その後調査の結果放射線によるSEL（Single Event Latch-up）現象が原因であるとの結論に至った。
その後データを含まない連続波を送信し続け、2009年10月25日に大気圏再突入。姿勢制御やテザー放出実験は実施に至らなかった。

## Cute-1.7 + APD II
Cute-1.7 + APD II（以下2号機）は松永研究室3機目の衛星。1.7 + APD（以下1号機）の改良型で、前回と同様、民生品を用いた衛星バス開発、磁気トルカによる姿勢制御実験、アマチュア無線サービス、APDセンサ実証、超小型衛星用分離機構実証などを行う。ただし、テザー放出実験については、2号機では実施しない。前回の失敗を受けて放射線耐性を向上させ、太陽電池セルの面積を広くするため、機体は1号機より大きくなっている。元々1号機の軌道寿命が短いことが分かっていたので、1号機の開発時より2号機の打上げが検討されていた。
2008年4月28日、日本大学のSEEDS-2を含む他9機の衛星と共に、インドのPSLVによって打ち上げられた。CMOSカメラによる地球撮影、APDによる地球全球の荷電粒子観測に成功する。
2010年7月現在も運用中。